# Agriocnemis sania
Agriocnemis sania là một loài chuồn chuồn kim trong họ Coenagrionidae.
Loài này được xếp vào nhóm Loài ít quan tâm trong sách Đỏ của IUCN năm 2006.
Agriocnemis sania được Nielsen miêu tả khoa học năm 1959.